# Baramin
Baramin – w pseudonaukowej terminologii kreacjonistycznej "stworzony rodzaj". W założeniu ma być w kreacjonizmie odpowiednikiem podstawowej jednostki systematycznej.
Do kreacjonizmu został wprowadzony przez Franka L. Marsha w 1941. Pod tym pojęciem rozumiał on grupę stworzonych niezależnie organizmów powiązanych relacjami genetycznymi. Niektórzy kreacjoniści w miejsce pojęcia baramin używają: "typ", "podstawowy typ", "prototyp", "stworzony rodzaj". Pojęcie to miało być kontrpropozycją dla ujęć ewolucyjnych, gdzie gatunki, rodzaje, rodziny są traktowane jako terminy o charakterze konwencjonalnym.
W najbardziej ogólnym rozumieniu baramin jest to grupa organizmów, w obrębie której możliwe są zmiany o charakterze ewolucyjnym. Utworzenie nowych baraminów przez ewolucję ma być niemożliwe z założenia. Każdy baramin został stworzony, zdaniem kreacjonistów, oddzielnie. Dlatego osobniki wchodzące w skład różnych baraminów nie są w ogóle ze sobą spokrewnione.

## Uściślanie pojęcia
Pojęcie baraminu było i jest stosowane przez kreacjonistów niekonsekwentnie. Obserwacja użycia słowa baramin w literaturze kreacjonistycznej sugeruje, że z grubsza poszczególne baraminy odpowiadają naiwnym kategoriom ontologicznym, takim jak: "człowiek", "mysz", "ryba", "słoń", "trawa", etc. "Baraminy" zawierają tym więcej różnych form, im mniej jest zapoznana z nimi osoba wypowiadająca się, stąd "kot" w zasadzie odpowiada kilkunastu formom, ale "owad" ponad milionowi.
Z wymienionego wyżej powodu pojęcie baraminu spotkało się z krytycyzmem, zarówno wewnątrz ruchu kreacjonistycznego, jak i ze strony ewolucjonistów. Zostały podjęte próby uściślenia definicji baraminu. Marsh proponował, by kryterium demarkacyjnym dla baraminu była niemożność tworzenia hybryd pomiędzy testowanymi kandydatami na baraminy. Kłopotliwe dla tej definicji są badania eksperymentalne Dobzhanskiego nad specjacją u muszki owocowej, gdzie Dobzhanski otrzymywał izolację hybrydyzacyjną pomiędzy osobnikami niewątpliwie należącymi z punktu widzenia kreacjonizmu do baraminu "mucha". W związku z tą trudnością Siegfried Scherer zaproponował następujące dwa kryteria, każde z osobna wystarczające do stwierdzenia, że dwie formy życia należą do tego samego baraminu:
1. formy tworzą hybrydy
2. formy nie tworzą hybryd między sobą, ale każda z nich tworzy hybrydy z tą samą trzecią formą.

Definicja powyższa jest wystarczająco ścisła, by można było jej używać eksperymentalnie. Wadą jest, że z założeń kreacjonizmu nie wypływa, dlaczego taka hybrydyzacja byłaby niemożliwa. Wadą w obrębie kreacjonizmu jest, że z biblijnego zakazu krzyżowania "rodzajów" (Kpł 19,19) wynika pośrednio możliwość hybrydyzacji międzybaraminowej. Innym oczywistym problemem jest to, że kryterium hybrydyzacji ma zastosowanie tylko do organizmów rozmnażających się płciowo. Bazując tylko na tym kryterium tysiące organizmów rozmnażających się bezpłciowo i tych znanych tylko z kopalnego zapisu musiałoby pozostać poza tą klasyfikacją.
Obecnie kreacjonistyczna typologia kładzie więc większy nacisk na holistyczne ujęcie kryteriów rozpoznawania baraminów. Hybrydyzacja pozostaje ważnym, ale nie jedynym kryterium wyróżniania baraminów, przynajmniej równie ważnymi teoretycznymi fundamentami baraminologii stają się cztery kluczowe pojęcia: właściwość biologicznej przestrzeni, (ang. biological character space), zakres możliwości (ang. potentiality region), ciągłość (ang. continuity) i nieciągłość (ang. discontinuity).

### Właściwość biologicznej przestrzeni
Właściwość biologicznej przestrzeni reprezentuje teoretyczną, wielowymiarową przestrzeń, w której wszystkie możliwe biologiczne charakterystyki przyjmować mają konkretne, indywidualne wymiary. Konkretny organizm można opisać więc jako punkt umiejscowiony gdzieś w biologicznej przestrzeni. Ponieważ organizmy nie wypełniają równomiernie tej wielowymiarowej biologicznej przestrzeni, kreacjoniści sugerują, że nie każda forma organizmu jest możliwa do zaistnienia.

### Zakres możliwości
Konsekwentnie, zakres możliwości to każdy wydzielony region biologicznej przestrzeni, w którym takie formy są możliwe. Każdy punkt, który znajduje się poza granicami zakresu możliwości, opisuje organizm, który nie może istnieć. Ze względu na to, że zakresy możliwości opisują możliwe do zaistnienia formy organizmów w obrębie właściwości biologicznej przestrzeni, granice tych zakresów są stałe. Ponieważ zaś granice wszystkich zakresów możliwości są jednocześnie granicami, poza obrębem których istnienie form organizmów jest niemożliwe, stopniowe transformacje wiodące od jednego zakresu możliwości do drugiego są niemożliwe. Choć zakresy możliwości wydają się być zaczerpnięte z idei platońskich (zgodnie z tym ujęciem materialny świat jest przybliżonym odbiciem świata doskonałych idei) należy jeszcze z dużą ostrożnością podchodzić do zrównywania form Platona z regionami możliwości. Jest to jeszcze pojęcie stosunkowo świeże i wśród kreacjonistów toczą się dyskusje nad naturą i pochodzeniem regionów możliwości.

### Ciągłość
Ciągłość jest z kolei rozumiana jako znaczące (statystycznie weryfikowalne i biologicznie istotne), holistyczne (obejmujące wszystkie rodzaje biologicznych charakterystyk) podobieństwo pomiędzy dwoma organizmami.

### Nieciągłość
Nieciągłość jest z kolei znaczącą, holistyczną różnicą pomiędzy dwoma organizmami. W tym świetle możliwość hybrydyzacji staje się jednym (ale nie jedynym) ze świadectw holistycznej ciągłości pomiędzy organizmami ponieważ demonstruje podstawowe podobieństwa na chromosomowym, komórkowym, rozwojowym i anatomicznym poziomie. Innymi kryteriami używanymi przez kreacjonistycznych systematyków są m.in. statystyczne metody pomiaru i analizy określane jako dystans (między) baraminowy (ang. baraminic distance) i analiza wzorców (ang. analysis of patterns – ANOPA), morfologiczne i molekularne podobieństwa (lub ich brak) czy stratygraficzne serie skamielin (lub ich brak) w zapisie kopalnym.

## Baraminologia
Współcześnie kreacjoniści podejmują próby utworzenia własnej taksonomii, którą nazywają baraminologią (baraminology – termin zaproponowany przez Kurta P. Wise'a, w 1990) lub przerywaną systematyką (discontinuity systematics – termin zaproponowany przez Waltera J. ReMine'a w 1990).
Stosując powyższe teoretyczne koncepcje, kreacjonistyczni systematycy definiują baramin jako aktualizację zakresu możliwości w każdym punkcie lub każdym okresie w historii. W tym ujęciu baramin obejmuje wszystkie organizmy stworzone w zakresie możliwości, wszystkich ich potomków oraz wszystkie wymarłe organizmy z takiego zakresu. Granice zakresu możliwości byłyby więc granicami baraminu. Istotne dla tej definicji jest, to że pojęcie baraminu powinno obejmować wszystkich członków zakresu możliwości, którzy istnieją lub istnieli. Ponieważ zaś niemożliwe jest znać wszystkie organizmy z tego zakresu (zwłaszcza wymarłe i po których nie zachował się żaden ślad) baramin jest czysto teoretyczną konstrukcją. Do zastosowań metodologicznych i badawczych proponuje się natomiast cztery subkategorie w obrębie teoretycznej koncepcji baraminu:
1. holobaramin (z greckiego ὅλος – cały) – tworzą go wszystkie znane organizmy, w początkowej grupie, po stworzeniu przez Boga pierwotnych organizmów. Przykładem holobaraminu jest Homo sapiens. Niektórzy kreacjoniści podają nieco zmodyfikowaną definicję holobaraminu. W tym ujęciu holobaramin jest grupą znanych organizmów, połączonych ciągłością (tj. każdy członek holobaraminu jest połączony jakąś formą ciągłości z przynajmniej jednym innym członkiem), a oddzielonych od organizmów na zewnątrz holobaraminu nieciągłością. Tak więc holobaramin jest zbiorem znanych organizmów, które przynależą do pojedynczego baraminu. Podczas gdy baramin może być używany tylko w teoretycznym sensie ogarniającym wszystkie organizmy, które żyły w jego obrębie w jakimś okresie historii, których możemy nawet nie znać, holobaramin jest zarezerwowany dla organizmów dostępnych nam dla empirycznego badania.
2. monobaramin (gr. μόνος – pojedynczy, jeden) – tworzy go grupa zawierająca tylko organizmy mające wspólny rodowód. Przykładowo wśród ludzi monobaraminy to rasy kaukaska, etiopska czy mongolska.
3. apobaramin (gr. ἄπоπτος – odległy) – grupa składająca się z jednego lub więcej holobaraminów, podobnych do siebie pod pewnymi wybranymi cechami. Przykładowo, wszystkie ludzkie rasy należą do jednego holobaraminu, a szympansy i goryle do innego. Grupa zawierająca ludzki holobaramin i holobaramin szympansów i goryli tworzy apobaramin. Holobaraminy te nie mają żadnego wspólnego przodka. Istotne w tej klasyfikacji jest to, że apobaraminy mogą opisywać faktyczną strukturę baraminów (lub zakresów możliwości) we właściwości biologicznej przestrzeni.
4. polibaramin (gr. πоλῦς – wiele) – sztucznie wydzielona dla badań grupa dwóch lub więcej okazów składających się z części co najmniej dwóch holobaraminów. Przykładowo ssaki żyjące w Afryce tworzą polibaramin.

Nazwy te naśladują terminologię kladystyki, prawdopodobnie dlatego, że baramin jest rodzajem kladu. Pojęcie baraminu należy jednak bardzo ostrożnie porównywać z jednostkami taksonomicznymi w biologii, ze względu na ich niewspółmierność interteoretyczną.
Nieostrość pojęcia baraminu jest dobrze zilustrowana próbą zrelacjonowania tego pojęcia przez Kazimierza Jodkowskiego:
Baramin – jest to – stworzony rodzaj, podstawowa jednostka taksonomiczna naukowego kreacjonizmu. Baramin składa się z takich podjednostek o podobnych drogach rozwojowych, że możliwe są między nimi więzi polegające na hybrydyzacji. Nie znaczy to, że A może krzyżować się naraz z B, C, D, E itd., lecz, że A może krzyżować się z B, które z kolei powiązane jest w ten sposób z C, itd. ... Pojęcie baraminu jest próbą wprowadzenia obiektywności do taksonomii. Można empirycznie wyznaczać granice między baraminami. Wydaje się, że zakres tego pojęcia leży między zakresami pojęcia rodzaju i rodziny z tradycyjnej terminologii biologicznej. ...Wewnątrz baraminu może i zachodzi zmienność (wskutek mutacji i rekombinacji, działa też dobór naturalny, w rezultacie czego powstają odmiany czy rasy, często błędnie przez ewolucjonistów nazywane gatunkami lub nawet rodzajami. (Jodkowski, Metodologiczne aspekty..., s. 215-216)
Z naukowego punktu widzenia pojęcie baraminu pozbawione jest sensu, bowiem organizmy przekształcają się jedne z drugich w sposób ciągły i dlatego wyznaczanie poziomów taksonomicznych ma charakter konwencjonalny.

## Etymologia i odniesienia biblijne
Słowo "baramin" pochodzi z połączenia dwóch hebrajskich słów występujących w Księdze Rodzaju בָּרָא bara – stworzony i מִין mîn – rodzaj. Tłumaczenie słowa mîn jako "rodzaj" jest dyskusyjne z dwóch powodów:
1. słowo mîn nie występuje w hebrajskim, w Biblii istnieje tylko jako korzeń wyrazowy słów pochodnych, np. לְמִינֵהוּ leminehu.
2. użyte jest tylko kilkanaście razy, stąd dokładne znaczenie jest niepewne.

Znaczenie słowa mîn nie jest pewne, stąd różnice interpretacyjne w jego rozumieniu występujące wśród biblistów. Niektórzy argumentują, że termin ten winno się rozumieć jako "to samo zradzające to samo". Inni z kolei podkreślają "podział", "oddzielenie" jako podstawowe przesłanie słowa mîn. Jednym ze źródeł tych rozbieżności jest fakt, że termin mîn użyty jest w hebrajskiej Biblii bardzo rzadko – 31 razy (30 razy w Pięcioksięgu Mojżeszowym i raz w Księdze Ezechiela). We wszystkich tych przypadkach termin ten odnosi się do roślin i zwierząt i występuje razem z przedrostkiem l e (zgodnie z). Niektórzy zauważają, że mîn nigdy nie jest w Księdze Rodzaju zastosowany do stworzenia człowieka (choć jest tak w nieuznawanej przez protestantów za natchnioną Księdze Syracha). Podczas gdy Bóg stworzył rośliny i zwierzęta "w zgodzie z ich mîn", ludzie zostali stworzeni na obraz i podobieństwo Boże.
Etymologia słowa mîn również jest niepewna. Niektórzy odnoszą je do arabskiego mana (rozdzielony, podzielony) jednak arabskie słowo jest znacznie młodsze niż hebrajskie i nie wydaje się mieć z nim związku. Większość interpretacji idzie więc w kierunku rozumienia mîn jako "podział jakiegoś rodzaju" czy "wydzielona grupa". Tak więc Bóg stworzył rośliny i zwierzęta zgodnie z ich podziałem, rozdziałem.
Niezależnie jednak od ścisłego znaczenia tego słowa, nie jest ono w narracji Księgi Rodzaju ściśle związane z rozmnażaniem ale ze stworzeniem. Tylko przy stworzeniu drzew owocowych (por. Rdz 1, 11-12) termin ten wydaje się połączony w jakiś sposób z reprodukcją. W pozostałych przypadkach mîn odnosi się do stworzenia a nie do rozmnażania (por. Rdz 1, 21, 24-25). Co więcej, gdy Bóg wzywa, by stworzenia "były płodne i rozmnażały się" (por. Rdz 1, 22 i 28) nie ma tam stwierdzenia "według swoich rodzajów". Jeśli mîn odnosi się do reprodukcyjnych ograniczeń, dlaczego jest zastosowane nie do rozmnażania się, ale do stwarzania właśnie? Z tego powodu wielu kreacjonistów uważa, że związek mîn nie z rozmnażaniem ale z podziałem czy rozdziałem sugeruje, że możemy dzielić rośliny, stworzenia latające, pływające i naziemne na osobne mîn.
Ironicznie, słowo baramin, powstałe przez zastosowanie składni angielskiej, w języku hebrajskim znaczy tworzony przez rodzaj, więc implikuje ewolucję. Poprawna forma powinna była brzmieć mîn baru.

## Kontrowersje
Szczególną pozycję w klasyfikacji baraminologicznwej zajmuje rodzaj Homo. Nie ma zgodności wśród kreacjonistów co do klasyfikowania Homo erectus:
- część zalicza H. erectus i H. sapiens to tego samego baraminu
- część rozdziela te gatunki na dwa osobne baraminy włączając Homo erectus do baraminu małp człekokształtnych
- inni klasyfikują niektóre znaleziska H. erectus do baraminu małp człekokształtnych, inne również H. erectus do baraminu H. sapiens

## Podstawowa literatura
- Kazimierz Jodkowski, Metodologiczne aspekty kontrowersji ewolucjonizm-kreacjonizm, "RRR 35", Wydawnictwo UMCS, Lublin, 1998,ISBN 83-227-1321-5
- Kazimierz Jodkowski, Niewspółmierność. Studium przypadku: kontrowersja ewolucjonizm-kreacjonizm, wersja wirtualna: html/teksty/niewspolmiernosc.htm#ref2,
- Frank L. Marsh, Life, Man and Time, Pacific Press Publishing Associacion, Mountain View, California 1957,
- Frank L. Marsh, Variation and Fixity in Nature, Pacific Press Publishing Associacion, Mountain View, California, 1976.